# Nick Love
Nick Love (né le 24 décembre 1969  à Londres) est un réalisateur, producteur et écrivain britannique.

## Filmographie partielle

### En tant que réalisateur
- 2001 : Goodbye Charlie Bright (en)
- 2004 : The Football Factory
- 2005 : The Business
- 2007 : Outlaw
- 2012 : The Sweeney
- 2015 : American Hero
- 2025 : Marching Powder

### En tant que producteur
- 2008 : The Children
- 2008 : Bronson
- 2008 : Faintheart
- 2011 : A Night in the Woods

## Récompenses et distinctions
Nick Love a été nommé au festival international du film de Chicago en 2001 pour Goodbye Charlie Bright, et au festival de Dinard de 2004 pour son film The Football Factory .